# Wybory parlamentarne w Danii w 1994 roku
Wybory parlamentarne w Danii w 1994 roku zostały przeprowadzone 21 września 1994 roku. Wybory wygrała lewicowa partia Socialdemokraterne, zdobywając 34,6% głosów, co dało partii 62 mandaty w 179-osobowym Folketingu.
| Partia                       | % głosów | liczba mandatów |
| ---------------------------- | -------- | --------------- |
| Socialdemokraterne           | 34,6%    | 62              |
| Venstre                      | 23,3%    | 42              |
| Konserwatywna Partia Ludowa  | 15%      | 27              |
| Socjalistyczna Partia Ludowa | 7,3%     | 13              |
| Partia Postępu               | 6,4%     | 11              |
| Det Radikale Venstre         | 4,6%     | 8               |
| Sojusz Czerwono-Zielony      | 3,1%     | 6               |
| Centro-Demokraci             | 2,8%     | 5               |
| Chrześcijańscy Demokraci     | 1,9%     | -               |
| Pozostali                    | 1%       | 1               |
| Suma                         | 100%     | 179             |